# Ramón de Castrocol
Remón de Castrocol fue obispo de Zaragoza entre 1201 y 1216.
En 1205 repartió los diezmos y primicias de las aldeas de la Comunidad de Daroca entre las iglesias de la región. El texto de la concesión, en latín, se preserva en el Libro Bermejo del Archivo Colegial de Daroca y es una de las principales fuentes para los topónimos de la zona (algunos, como Forcallo, Fussed, Tramasaguas en aragonés). El texto concluye con la amenaza de que si belún estimulato por lo diaple gosase contravenir contra lo establito en ixa pachina que siga anatemizato y entregato a Chudas, lo traidor y los criminals a lo incendio de lo eterno suplicio. 
El 13 de junio de 1210 pactó con el obispo Gombal de Tortosa los límites con la diócesis de Tortosa, quedando Calaceite, Lledó, Arens de Lledó y Algars en Tortosa.
| Predecesor: Rodrigo de Rocabertí | Obispo de Zaragoza 1201 - 1216 | Sucesor: Sancho de Ahonés |